# سفر جدید به غرب
سفر جدید به غرب (انگلیسی: New Journey to The West، کره‌ای: 신서유기) یک برنامه مستند سفر-واقع‌نمای کره جنوبی است که از تی‌وی‌ان پخش می‌شود. پخش این برنامه از ۴ سپتامبر ۲۰۱۵ آغاز شده و در حال حاضر تا فصل ۸ پخش شده‌است.
بازیگران فعلی سفر جدید به غرب، کانگ هو-دونگ، لی سو-گون، اون جی-ون، آن جائه هیون، چو کیوهیون، مینو و پی. او هستند. با الهام از رمان مشهور چینی سیر باختر، در هر فصل هر عضو به عنوان یک شخصیت خاص لباس می‌پوشید و برای پیدا کردن توپ‌های عرفانی اژدها به مکان‌هایی سفر می‌کرد. آن‌ها برای گرفتن توپ‌های اژدها باید وظایفی که برآن‌ها محول شده بود را کامل می‌کردند. اگر اعضا هفت توپ اژدهارا با موفقیت جمع کنند، آرزوهای آن‌ها برآورده خواهد شد. در طول سال‌ها، این برنامه محبوبیت زیادی کسب کرده و با ایده‌های جدید، مفهوم نامنظم، داستان انعطاف‌پذیر، نقش‌های متغیر و لباس‌های جالب توجه بیننده را به خود جلب کرده‌است.